# 岸裡大社文書
岸裡大社文書，是臺灣原住民巴則海族岸裡社頭目潘家所留存之以漢文書寫的古文書契字。該文書為1741年至1918年間臺灣中部開拓之第一手史料，內容包括官府之通告、諭札、批示等，及民間之招瞨、承瞨、領墾、借銀等契文，其中以地契的數量為最多。現存文書主要收藏於國立臺灣大學圖書館、國立臺灣博物館、中央研究院台灣史研究所檔案館。

## 歷史

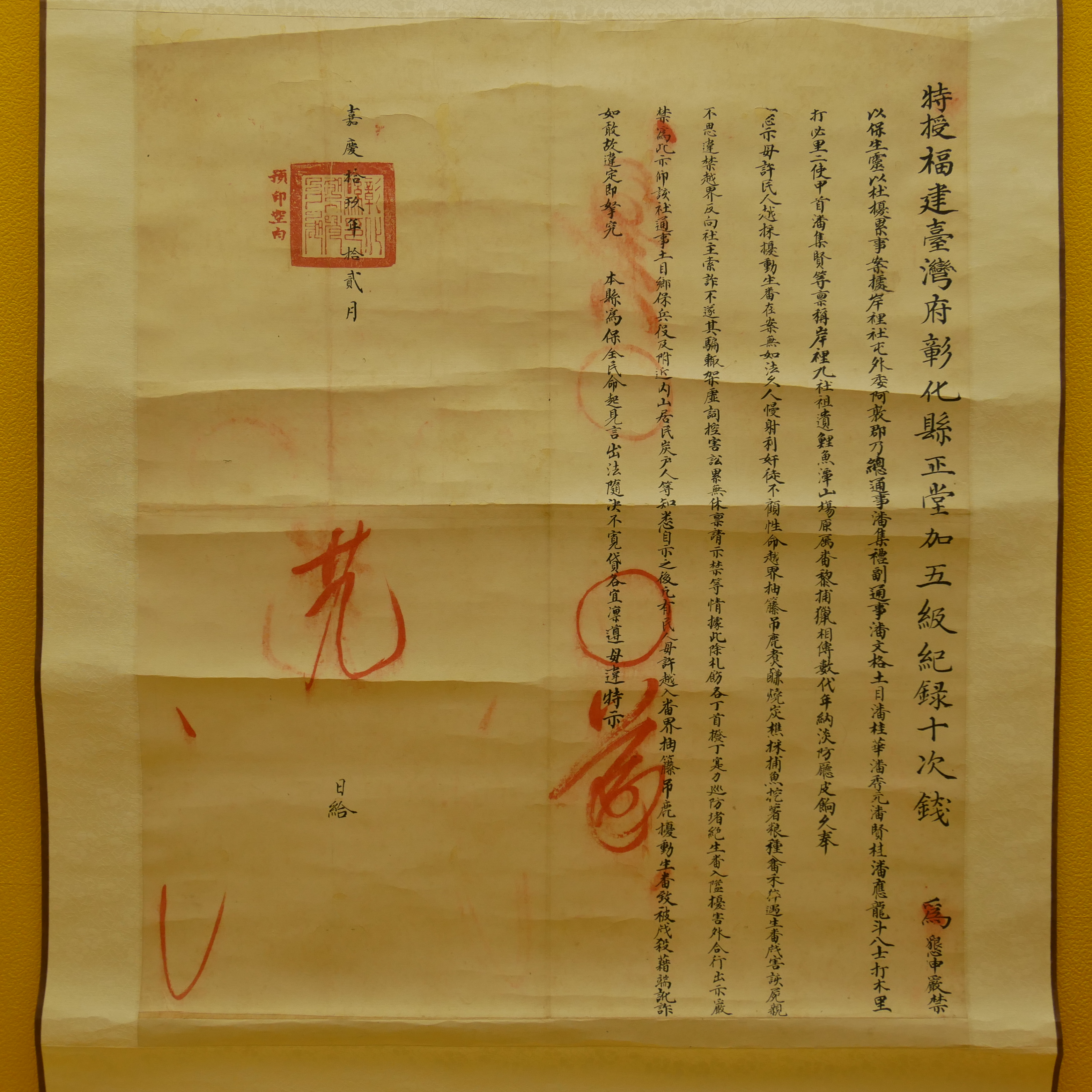
嘉慶十九年（1815年）彰化縣知縣錢燕喜給岸裡社總通事等諭告（嚴禁越界免遭生番殺害，國立臺灣博物館藏）

岸裡社是中部平埔族群巴宰族（Pazeh）的一支，下有九社，包括岸東、岸西、岸南、葫蘆墩、西勢尾、麻里蘭、翁仔、岐仔、及麻薯舊社等，分佈於今台中縣神岡鄉、豐原市及后里鄉等地。原居於大甲溪北岸的麻薯舊社（今后里舊社），清初時，領域擴至大甲溪南岸，並大舉南遷，發展為新而且是最重要的聚居區。
岸裡社之崛起與對清朝的效忠有關。清代岸裡社長期扮演義番角色，立下不少戰功，如康熙三十八年（1699年）平定吞宵社（今苗栗縣通宵）；康熙五十四年（1715年），阿莫率岸裡、烏牛欄等五社歸化，被命令為五社土官，開啟岸裡社史的新紀元。岸裡社長期效命清廷，參加之重要戰役有：康熙六十年（1721年）朱一貴事件、雍正九至十年（1731-32年）大甲西社等西部平埔番反抗事件、乾隆五十一年（1786年）林爽文事件等。此外，岸裡社在土官潘敦仔的領導下，與漢人（如張達京）合作開發台中盆地，甚至於招佃開發屯墾地，對中部的開發貢獻甚大，而岸裡社的經濟力量也迅速提高。
因岸裡大社屢助清政府平亂，是清政府一支有力的武裝勁旅，因此清政府在岸裡社設立岸裡社通事及土官，舉凡軍功寮採料防番、民番之間的土地、借貸、招瞨等契約訂立均由岸裡社通事處理。因岸裡社對清政府有絕對的忠誠度，清政府甚為信賴，因此除了首任通事是廣東大埔客家人（也是岸裡社頭目阿穆的女婿）外，其他歷任通事均選擇識字的岸裡社番擔任是岸裡社的歷任通事。這些歷任通事所處理的文書記錄就是岸裡大社文書。岸裡大社文書包含兩大類型：岸裡社與官府間往來之文書（稟文、差票、諭示、控案抄錄等文件），以及番民間往來之文書（招瞨、承墾、典賣、借字、合約等契字）。

## 文書館藏狀態
「岸裡大社文書」目前館藏共分3處，國立臺灣博物館、中央研究院台灣史研究所、國立臺灣大學圖書館。

### 中央研究院臺灣史研究所「張振萬及岸裡社文書」
中研院台史所所收藏之「岸裡文書」，來源包含研究機構、博物館、民間、收藏家，以及購藏。中研院台史所官方網站所展出的「岸裡文書」（T0293D0241），其中主要來自東勢的民俗收藏家，共126件。年代為1769年（乾隆三十四年）至1906年（明治三十九年）。內容有岸裡社相關土地文書、岸裡社第一任漢人通事張達京家族的相關資料。該批文書可了解岸裡社在翁仔社、社口庄的土地經營、開墾、族群關係，及漢人通事張達京的家族歷史。

### 國立臺灣大學圖書館「岸裡大社文書」
台大圖書館館藏之「岸裡社頭目潘家」文書，本文書由1938年臺北帝大理農學部校友張耀焜所捐贈，共計1,131件。內容包括官府之通告、諭札、批示等及民間之招瞨、承瞨、領墾、借銀、借穀等契文，又以地契數量最多。涵蓋年代自乾隆六年（1741）至大正七年（1918），以乾隆及嘉慶為最多，此類清代臺灣中部民間經濟關係文書，是研究臺灣中部開發史、民族關係及土地制度等問題的珍貴第一手資料。
1935年，墩仔腳大地震震毀了最後一任岸裡社總通事潘永安的宅第（今台中市豐原區），發現一批乾隆年間的社務文書，史稱《岸裡文書》。這批文書後來被臺北帝國大學理農學部學生張耀焜用於撰寫學士論文。論文完成後，張氏於1939年將文書捐贈給台北帝國大學圖書館，此後便典藏於臺灣大學圖書館。

### 國立臺灣博物館藏「岸裡大社文書」
臺博館典藏的「岸裡大社文書」資料共有268件，來源有接收自臺灣總督府博物館及1964年台中圖書館所移交。大多數為岸裡社潘姓家族留存的文書檔案、文物，其中包含岸裡社通事之相關記錄，出現於各曉諭、信照、合約、書冊等文書類資料。

## 歷史價值
《岸裡大社文書》為臺灣中部地區平埔族社會經濟相關研究的第一手史料，且該文書為臺灣原住民巴宰族岸裡社透過漢文字所書寫。其涵蓋年代從清朝時期至日本時期，為這段時期的臺灣文化開發史提供了豐富且珍貴的素材。文書內容大致上可分為兩類：岸裡社與官府間往來的相關文書，如稟文、差票、諭示、控案抄錄等文件，以及番民彼此間往來的相關文書，如招瞨、承墾、典賣、借字、合約等契字。:4其內容富含了大量的土地關係文件，也有豐富的社會生活史料。歷史學、地理學或社會學等各領域學者多會以該文書相關史料為研究基礎，分別透過土地經營關係、族群關係、遷徙活動、制度史、社會文化史等不同角度切入，深入探討臺灣原住民巴宰族岸裡社群的土地經營、歷史發展及其社會文化變遷過程。

## 學術研究成果

### 地權研究
臺灣大學歷史學系李文良教授引用岸裡大社文書指出，岸裡社「職員」潘士興提到岸裡社取得大甲溪南墾地地權的來源，歸因於他的父親潘敦仔協助政府平定雍正九、十年（1731－1732）的熟番叛亂，而獲得王郡賞賜，即「雍正十年軍功賞賜」的說法。

### 通事年表校訂
根據吳佰祿的岸裡社通事文書研究，岸裡社通事是岸裡社於中部的開發歷史中不可或缺的要角之一。通事此職缺從清初至日治初期約延續180年，負有宣達、執行官方政策、管收錢糧租稅、差派繇役等官方與原住民聯繫中介的重要任務，為岸裡大社社會的重要管理職位之一。 :11-13
岸裡社通事的更替紀錄稱為「岸裡社通事年表」，然目前有五個內容有所差異的通事年表版本出版，且大致可分為兩大系統。
第一個系統主要整理、修訂自岸裡社末任通事潘永安的手稿《潘永安手記》，包含周定山1946年（《岸裡社歷代通事表》）、張耀焜1955年（《岸裡社通事次序》）和洪麗完1994年（《岸裡社通事表》）出版的版本皆以此文本為基礎；然而，《潘永安手記》推測抄寫自其家族內相傳之口述，並可能受到其家族對各通事任用紛爭所產生之態度影響，而出現手記記述與文獻資料不吻合的情形。
第二個系統主要參考國立臺灣大學館藏之「岸裡大社文書」文本所訂，包含陳炎正1986年出版的版本（《岸裡社通事年表》）和張勝彥1989年編訂的《台中縣志》中所收錄的「岸裡社通事年表」。後者系統和前者系統的主要年表差異在於其多出一任通事紀錄（潘復盛），且部分通事人員順序、起迄時代也有所不同。:13-19
此兩系統的異同之處乃需透過「岸裡大社文書」文本的資料來進行校訂，方能釐清這些人員任用順序、起訖年代的明顯差異是否具有任何意義。例如：國立臺灣博物館館藏之「岸裡大社文書」文本，詳細紀載了第1至14任的通事任職年代，因此成為提供前、中期通事任用年代、順序修訂之重要參考依據。:42-44

## 文書數位典藏狀況
岸裡大社文書的數位化工作，台灣計有台灣大學、台灣博物館及中央研究院3個研究機構主導，其中台灣大學於1988年完成、台灣博物館於2005年完成。
台灣大學自1980年代起由黃富三教授主持建檔工作，後於1998年完成1,131件岸裡社文書資料建置上網，數量居台灣研究機構之冠，此批檔案涵蓋的年代起自清乾隆六年（1741）到大正七年（1918）。
國立臺灣博物館自2002年至2005年完成「岸裡大社」相關文書與文物數位化約268件，涵蓋的年代起自清乾隆六年（1741）到大正七年（1918），內容包括官方文書（照牌、執照）、碑文拓本、契約、輿圖、照片及房屋模型等 。
中央研究院台灣史研究所檔案館收藏岸裡社文書計126件，年代自乾隆三十四年（1769）至明治三十九年（1906年）止，內容包括岸裡社土地文書及通事張達京家族資料等，另查無中研院有關岸裡社文書數位化時程資料。

## 外部連結
- 中央研究院臺灣史研究所藏：張振萬及岸裡社文書 （页面存档备份，存于）
- 國立臺灣大學圖書館藏：岸裡大社文書 （页面存档备份，存于）
- 國立臺灣博物館藏：岸裡大社文書 （页面存档备份，存于）